# AGS-30
L' AGS-30 est un lance-grenades automatique utilisé par les forces armées de la fédération de Russie. Il a été dévoilé pour la première fois en 1995, et utilisé depuis durant la seconde guerre de Tchétchénie, la deuxième guerre d'Ossétie du Sud, et la guerre russo-ukrainienne.

## Description
L'AGS-30 se base sur l'AGS-17, mais est plus léger, plus précis et a une plus longue portée. Il a une masse de 30 kg chargé, et est utilisable par une seule personne.

## Développement
Lors de la première guerre de Tchétchénie est apparu le besoin d'un lance-grenades plus efficace, notamment contre les bunkers ou abris retranchés. L'AGS-30 est le résultat des développements faits en ce sens, et équipe officiellement l'armée russe depuis 2002.

## Rechargement
L'AGS-30 dispose d'un chargeur « camembert » de 30 grenades, qui sont placées sur une bande non-destructrice. Un chargeur complet pèse environ 14 kg.

## Dispositif de visée
Par défaut, l'AGS-30 est fourni avec un viseur PAG-17 à grandissement 2,7×, mais d'autres dispositifs de visée sont possibles.

## Pays utilisateurs
- Azerbaïdjan
- Algérie[2]
- Bangladesh
- Inde [3]
- Macédoine du Nord[4],[5]
- Russie
- Arabie saoudite[6]
- Ukraine[7]